# OBESSU
El Organising Bureau of European School Student Unions (OBESSU) es la asociaciòn europea de las uniones estudiantiles nacionales de las escuelas secundarias en Europa. Todas las organizaciones en OBESSU son uniònes estudiantìles independientes, nacionales, y democráticas. La plataforma actualmente une 31 uniones estudiantiles escolares nacionales de 24 países europeos.
OBESSU es formalmente reconocido por el Consejo de Europa y la Unión Europea y es un regular interlocutor de la Comisión europea, Eurocámara, Consejo de Europa y UNESCO. El major objetivo de OBESSU es establecer cooperación entre todos los tededores de apuestas en la educaciòn. Es un miembro lleno de la Plataforma de Sociedad Civil europea para Lifelong-Aprendizaje (EUCIS-LLL) y el Foro de Juventud europeo (YFJ), y del Uniòn de los Estudiantes Europeos (ESU).

## Actividades
OBESSU lucha para los intereses de todos los estudiantes escolares en Europa, representa sus Organizaciones de Miembro hacia los cuerpos pertinentes y instituciones, coordina asociaciones estudiantìles nacionales y regionales en Europa, organiza actividades para sus organizaciones de miembro e inicia un diálogo con otros tenedores de apuestas en educación.
OBESSU organiza aproximadamente 5 conferencias por año, tratando educación-relacionó temas. OBESSU También trabaja con asociaciones universitarias de ESU para promover y coordinar el 17 de noviembre, Día Internacional de los Estudiantes.

## Miembros
Las Organizaciones de Miembro y Organizaciones Candidatas de OBESSU son:
| País                 | Organización                                                                           |
| -------------------- | -------------------------------------------------------------------------------------- |
| Austria              | AKS – Aktion Kritischer Schüler_innen                                                  |
| Bélgica              | VSK – Vlaamse Scholierenkoepel                                                         |
| Bélgica              | CEF – Comité des Élèves francophones                                                   |
| Bosnia y Erzegovina  | ASuBiH – Asocijacija Srednjoškolaca u Bosni i Hercegovini                              |
| Bulgaria             | BSSU – Uniòn de los Estudiantes de las Escuelas de Bulgaria                            |
| República Checa      | CSU – Česká středoškolská unie                                                         |
| Dinamarca            | DGS – Danske Gymnasieelevers Sammenslutning                                            |
| Dinamarca            | EEO - Erhversskolernes Elev-Organización                                               |
| Dinamarca            | LH – Landssammenslutningen af Handelskoleelever                                        |
| Estonia              | ESCU – Uniòn de los Consejos Estudiantìles de Estonia / Eesti Õpilasomavalitsuste Liit |
| Finlandia            | FSS – Finlands Svenska Skolungdomsförbund                                              |
| Finlandia            | SLL – Suomen Lukiolaisten Liitto                                                       |
| Finlandia            | SAKKI – Suomen Ammattiin Opiskelevat                                                   |
| Francia              | UNL – Unión Nacional de los Estudiantes Secundarios                                    |
| Islandia             | SIF – Samband Íslenskra Framhaldsskólanema                                             |
| República de Irlanda | ISSU – Uniòn Irlandès de los Estudiantes Escolares                                     |
| Italia               | UDS – Uniòn de los Estudiantes                                                         |
| Italia               | RSM – Red de los Estudiantes Secundarios                                               |
| Lituania             | LMS – Unión Estudiantil Escolar Lituana                                                |
| Luxemburgo           | UNEL – Unión Nacional de los Estudiantes de Luxemburgo                                 |
| Moldavia             | UEM – Uniunea Elevilor din Moldova                                                     |
| Rumanía              | MAKOSZ – Romániai Magyar Középiskolások szövetsége                                     |
| Rumanía              | CNE – Consiliul Național al Elevilor                                                   |
| Serbia               | UNSS – Unija srednjoskolaca Srbije/Unión de alumnado escolar secundario de Serbia      |
| Eslovaquia           | SUS – Stredoškolská študentská únia Slovenska                                          |
| Eslovenia            | DOS – Dijaška organizacija Slovenije                                                   |
| España               | CANAE – Confederación Estatal de Asociaciones de Estudiantes                           |
| Reino Unido          | NSoA – National Society of Apprentices                                                 |
| Suiza                | USO – Unión der Schülerorganisationen CH / FL                                          |
| Kosovo               | KYC – Consejo Kosovar de la Juventud                                                   |
| Alemania             | SVB – SV-Bildungswerk e.V.                                                             |
| Turquía              | TÖS – Senado de Estudiantes                                                            |